# 513
513 (DXIII) var ett normalår som började en tisdag i den julianska kalendern.

## Händelser

### Okänt datum
- Den bysantinske generalen Vitalianus gör uppror mot kejsar Anastasios I och erövrar stora delar av Trakien.
- Vigorus blir biskop av Bayeux.

## Födda
- Yuan Lang
- An Ding Wang, kejsare av Norra Wei-dynastin

## Avlidna
- Shen Yue, kinesisk historiker (född 441)
- Gesalec, kung av västgoterna avrättas [1]